# Влашке народне песме (сингл Слободана Домаћиновића)
„Влашке народне песме“ је сингл са народним пјесмама Слободана Домаћиновића из 1976. године, у издању Београд диска. На њему се налазе пјесме:
1. К’нд ем виње дорде гуре (Kend em vinje dorde gure – Кад зажелим твоје усне, односно Када се зажелим драге)
2. К’нд трецам сара пе ваље (Kend trecam sara pe valje – Кад увече идем драгој, односно Када сам прошетао селом)